# 1320
Пізнє Середньовіччя •  Реконкіста •  Ганза •  Авіньйонський полон пап •  Монгольська імперія

## Геополітична ситуація
Андронік II Палеолог є імператором Візантійської імперії (до 1328). За титул короля Німеччини ведуть боротьбу Фрідріх Австрійський та Людвіг Баварський. У Франції королює Філіп V Довгий (до 1322).
Апеннінський півострів розділений: північ належить Священній Римській імперії, середню частину займає Папська область, південь належить Неаполітанському королівству. Деякі міста півночі: Венеція, Піза, Генуя тощо, мають статус міст-республік. Триває боротьба гвельфів та гібелінів.
Майже весь Піренейський півострів займають християнські Кастилія і Леон, Арагонське королівство та Португалія, під владою маврів залишилися тільки землі на самому півдні. Едуард II є королем Англії (до 1327), Магнус Еріксон — королем Норвегії та Швеції (до 1364). Королем Данії став Хрістофер II (до 1326), королем Польщі — Владислав I Локетек (до 1333).
Руські землі перебувають під владою Золотої Орди. Галицько-Волинське князівство очолюють Лев Юрійович та Андрій Юрійович, Юрій Данилович править у Володимиро-Суздальському князівстві (до 1322).
Монгольська імперія займає більшу частину Азії, але вона розділена на окремі улуси, що воюють між собою. У Китаї, зокрема, править монгольська династія Юань. У Єгипті владу утримують мамлюки. Мариніди правлять у Магрибі. Делійський султанат є наймогутнішою державою Північної Індії, а на півдні Індії панують держава Хойсалів та держава Пандья. В Японії триває період Камакура.
Цивілізація мая переживає посткласичний період. Почали зароджуватися цивілізація ацтеків та інків.

## Події
- Владислава Локетека короновано королем Польщі.
- Литовські війська на чолі з Гедиміном завдали поразки силам Тевтонського ордену.
- Королем Данії обрано Хрістофера II.
- У Шотландії проголошено Арбротську декларацію, що затвердила незалежність країни.
- У Франції відбувся другий хрестовий похід пастухів, спрямований проти маврів Піренейського півострова. Бунтівники пройшли Францією, влаштовуючи єврейські погроми. Їх розбили в Арагонському королівстві.
- Великим ханом монголів та імператором китайської династії Юань став Шідебала.
- У Делійському султанаті Хосров-хан убив султана Мубарака й захопив владу. Однак це призвело до походу на Делі Газні Туглака, внаслідок якого в султанаті почала правити династія Туглак.
- У Куско до влади прийшов напівлегендарний інка Капак Юпанкі.